# Bárbara Palacios Teyde

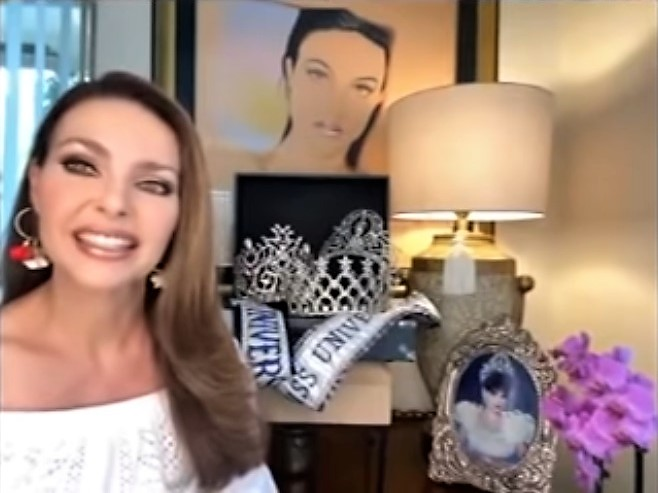
Bárbara Palacios

Barbara Palacios Teyde (ur. 9 grudnia 1963) – Miss Universe w 1986 r. Jest trzecią Wenezuelką, która zwyciężyła w Miss Universe. Koronę zdobyła w Panamie 26 czerwca 1986 r.